# Cixius armata
Cixius armata är en insektsart som beskrevs av Ribaut 1953. Cixius armata ingår i släktet Cixius och familjen kilstritar.
Artens utbredningsområde är Frankrike. Inga underarter finns listade i Catalogue of Life.